# Френдруп, Мортен
Мортен Ветче Френдруп (дат. Morten Wetche Frendrup; родился 7 апреля 2001 года в Хольбек, Дания) — датский футболист, полузащитник клуба «Дженоа».

## Клубная карьера

### «Брондбю»
Френдруп — воспитанник клуба «Брондбю». 11 февраля 2018 года в матче против «Люнгбю» он дебютировал в датской Суперлиге. Мортен стал одним из самых молодых игроков клуб за всю историю. 15 марта он подписал свой первый профессиональный контракт.
В сезоне 2019-20 Френдруп начал более регулярно играть осенью из-за длительных травм новичков. Его выступления во время этих игр получили высокую оценку, и впоследствии он получил награду «Игрок месяца в Брондбю» за ноябрь. 12 января 2020 года Френдруп подписал новый контракт с «Брондбю» сроком на три с половиной года до 2023 года. Он продолжил сильно выступать во второй половине сезона и был назван «Лучшим игроком месяца» за июнь 2020 года, а также а также «Игрок месяца» в «Брондбю» за июнь и июль.. В конце сезона главный тренер Нильс Фредериксен похвалил Френдрупа как одного из ключевых игроков команды «Брондбю» в последней половине сезона.
Френдруп продолжил играть в качестве основного игрока в новом сезоне 2020-21 в «Брондбю». Он сыграл свою 50-ю игру за клуб 20 декабря 2020 года, когда «Брондбю» обыграл «Хорсенс» со счетом 2:1, чтобы отправиться на зимние каникулы на первом месте в турнирной таблице..
Когда сезон подошел к концу «Брондбю» добился своего первого чемпионского титула за 16 лет, а Френдруп был удален в решающем матче против «Орхуса», который состоялся 20 мая 2021 года. Покинув поле, его команда все равно выиграла игру со счетом 2:1. Френдруп был отстранен от участия в последней игре сезона против «Норшелланна», но смог увидеть, как его команда выиграла титул датской Суперлиги после победы со счетом 2:0.
Френдруп дебютировал в Лиге чемпионов УЕФА 17 августа 2021 года в матче против «Ред Булл Зальцбург», который завершился поражением со счетом 1:2.
24 октября 2021 года он забил свой первый гол в чемпионате, который помог клубу одержать победу в копенгагенском дерби против «Копенгагена».

### «Дженоа»
30 января 2022 перешел в итальянский клуб «Дженоа». Сумма сделки составила 3.5 миллионов евро.

## Международная карьера
В 2017 году в составе юношеской сборной Дании Френдруп принял участие в юношеском чемпионате Европы в Англии. На турнире он сыграл в матчах против команд Боснии и Герцеговины, Ирландии и  Бельгии.

## Достижения
Командные
 «Брондбю»
- Обладатель Кубка Дании — 2017/2018
- Победитель Чемпионата Дании по футболу — 2020/2021